# Lance Leota
Lance Leota (17 novembre 1996) è un giocatore di football americano neozelandese, che gioca come defensive tackle per i Cologne Centurions.
Inizia a giocare nel 2012 per i JC Spartans passa successivamente 4 stagioni in squadre di high school e di college; nel 2017 si trasferisce ai Tamaki Lightning e nel 2019 ai South Auckland Raiders. Nel 2021 passa quindi in ELF con i Leipzig Kings, nel 2023 passa ai Fehérvár Enthroners e nel 2024 ai Cologne Centurions.

## Palmarès
- 2 Kiwi Bowl (South Auckland Raiders, 2020, 2021)